# سیمون آیوازیان
سیمون هاروتیونی آیوازیان (به ارمنی: Սիմոն Հարությունի Այվազյան) (زاده ۱۹۴۴ میلادی در بندر انزلی)، استاد دانشگاه و آموزگار گیتار و معماری، نوازندهٔ گیتار کلاسیک و فلامنکو و عکاس ارمنی‌تبار اهل ایران است.

## دوران کودکی و نوجوانی
وی در ۱۹۴۴ میلادی (۱۳۲۳ خورشیدی) به دنیا آمد و ابتدا نوازندگی را با ساز ماندولین در سن ۱۲ سالگی آغاز کرد پس از ۱۴ سالگی با ساز گیتار آشنا شد و گیتار کلاسیک را به مدت هفت سال با شیوه‌های آکادمیک به صورت خود آموز فراگرفت.

## جوانی
با اولین استاد فلامنکوی خود خوان آلبا در سن ۲۱ سالگی آشنا شد و پنج توکه از توکه‌های معروف اسپانیایی را نزد او آموخت. به موازات گیتار فلامنکو به یادگیری گیتار کلاسیک نیز ادامه می‌داد. مدتی نزد آلیریو دیاز گیتاریست بنام ونزوئلایی که در اواخر دستیار سگوویا بوده است درس‌هایی را به صورت خصوصی فرا گرفت. سپس از توصیه‌های تخصصی جولیان بایزنتین که از شاگردان ممتاز جولیان بریم می‌باشد برای مدت کوتاهی استفاده کرد. از سال‌های ۱۹۴۶ تا ۱۹۶۹ (۱۳۴۵ تا ۱۳۴۸)، ۴ مدال طلای نوازندگی گیتار از مسابقات دانشگاه‌ها و اموزشگاه‌های عالی کشور کسب کرده است. ضمن آنکه جایزه ویژه داوران کنگره دانشجویی (دانشجویان خارجی) را در مادرید کسب کرده است. در بین سال‌های ۱۹۷۶ تا ۱۹۷۸ (۱۳۵۵ تا ۱۳۵۷) از محضر ژان دورینگ که از شاگردان نارسیسو یپس و شاگرد ممتاز کنسرواتوار پاریس بود استفاده کرد و بین سال‌های ۱۹۶۴ تا ۱۹۷۵ (۱۳۴۳ تا ۱۳۵۴) بیش از ده کنسرت گیتار به صورت تکنوازی و همنوازی (دوئت) اجرا کرد.

## تحصیلات
با اتمام دوره دبیرستان وارد رشته معماری دانشکده هنرهای زیبای دانشگاه تهران شد و پس از اتمام دوره دانشگاهی به عنوان عضو هیئت علمی به استخدام دانشگاه تهران درآمد، پس از چند سال تدریس جهت ادامه تحصیل عازم فرانسه شد و مدرک دکترای خود را در رشته معماری و باستان‌شناسی از دانشگاه سوربون پاریس دریافت کرد و مجدداً در دانشگاه تهران به تدریس رشته معماری و در کنار آن، عکاسی و موسیقی پرداخت و بالاخره پس از طی مدارج علمی مقام استادی را کسب نمود.

## فعالیت‌ها در زمینه معماری
سیمون آیوازیان یکی از برترین استادان مهندسی معماری در معتبرترین دانشکده‌های معماری در ایران هستند و عضو هیئت علمی دانشکده هنرهای زیبا دانشگاه تهران و دانشکده معماری و شهرسازی دانشگاه آزاد اسلامی قزوین و مدرس دانشگاه خاتم تهران می‌باشند.

## فعالیت‌ها در زمینهٔ موسیقی
سیمون آیوازیان در بسیاری از جشنواره‌ها و مسابقات نوازندگی گیتار کلاسیک و فلامنکو شرکت داشته و بارها به عنوان سخنران در جشنواره‌ها و همایش‌ها حضور پیدا کرده است. از وی در مراسم‌هایی تجلیل به عمل آمده است. از آن جمله می‌توان به جشنواره‌های فجر، جوان، مسابقات گیتار کلاسیک و فلامنکو ایران، همایش سراسری فلامنکو ایران و جشنواره گیتار نوازان اصفهان اشاره کرد.
او در بیست و یکمین جشنواره بین‌المللی موسیقی فجر در سال ۲۰۰۵ (۱۳۸۴) مورد تقدیر قرار گرفت.

### گفتگو با سیمون آیوازیان

در پاسخ به سؤال «وضعیت موسیقی فلامنکو در ایران را چطور ارزیابی می‌کنید؟» گفته است: 
«در حال حاضر و با در نظر گرفتن معیارهای خودمان نسبت به سال‌های گذشته این نوع موسیقی در کشورمان پیشرفت کرده و در این سال‌ها جوانان بیشتر علاقه‌مند شدند و فعالیت‌های حرفه‌ای خودشان را بالا برده‌اند؛ به‌طوری‌که چند تن از این نوازندگان در مکان‌های مختلفی در اسپانیا برای ادامه تحصیل در این رشته قبول شده‌اند با این وضع می‌توان گفت سطح جامعه کنونی ما در این زمینه خوب است، اما تعداد نوازندگان کم است و این تعداد کم از نظر نوازندگی و تکنیک در سطح خوبی هستند، البته از نظر فرهنگ فلامنکو غنی نیستند و باید با مراجعه به اسپانیا که زادگاه این فرهنگ است، این بخش را نیز قوی کنند، چون تکنیک در خدمت فرهنگ است.»

و در پاسخ به سؤال «از نظر شما توجه مسئولین فرهنگی کشور به این موسیقی چگونه است؟» می‌گوید: 
«مسئولین فرهنگی نسبت به موسیقی کلاسیک و فلامنکو راحتتر برخورد می‌کنند، چون اصالت اینها شناخته شده تر است. در خصوص مجوز هم به لحاظ فنی بودنشان سخت‌گیری نمی‌کنند، در صورتی که برای پاپ، مسئولین زحمت می‌کشند که آن را به سمت خوبی بکشانند. مسئولین ارشاد به هیچ وجه جلوی کار جوانانی را که پاپ کار می‌کنند، نمی‌گیرند بلکه آن‌ها را یاری و راهنمایی می‌کنند، ولی این مسئله به قدری حالت دکان پیدا کرده که افرادی فکر می‌کنند با پاپ خیلی سریع ثروتمند می‌شوند و در واقع بهترین راه برای پول درآوردن است {پس} مسئله کیفیت و کمیت در تضاد قرار می‌گیرد و کیفیت کمتر می‌شود.»

## جوایز
- ۲۳ مه ۲۰۲۱ (۲ خرداد ۱۴۰۰)، لوح درجه یک هنری از طرف شورای ارزشیابی هنرمندان، نویسندگان و شاعران به سیمون آیوازیان اعطا شد.[۷]
- او در بیست و یکمین جشنواره بین‌المللی موسیقی فجر در سال ۲۰۰۵ (۱۳۸۴) مورد تقدیر قرار گرفته است.